# Rafanina
La rafanina è il principale composto solforato presenti nei semi di ravanello (Raphanus sativus) e si trova anche nei broccoli e cavolo rosso.